# Jean-Marie Sander
Jean-Marie Sander (* 23. Dezember 1949 in Ohlungen, Département Bas-Rhin) ist ein französischer Bankier.

## Leben
Sander leitete ab 2010 das französische Kreditinstitut Crédit Agricole. Ende 2015 wurde er von Dominique Lefebvre abgelöst.
Seine Tochter ist die Politikerin Anne Sander.